# Demeter Sámuel
Demeter Sámuel református lelkész.
Zágoni református lelkész volt, a 19. század végén halt meg. Szász Károllyal együtt szerkesztették az Erdélyi Protestáns Egyházi Tárat 1858-ban, és ebben ismertette a Rikán belüli communitást.
Fontos szerepet játszott a zágoni református iskola és magtár létrehozásában, közreműködött a sepsiszentgyörgyi református kollégium alapításában.